# Timbó Grande
Timbó Grande is een gemeente in de Braziliaanse deelstaat Santa Catarina. De gemeente telt 7.315 inwoners (schatting 2009).

## Aangrenzende gemeenten
De gemeente grenst aan Bela Vista do Toldo, Calmon, Canoinhas, Irineópolis, Lebon Régis, Porto União en Santa Cecília.